# Rebecca Bardoux

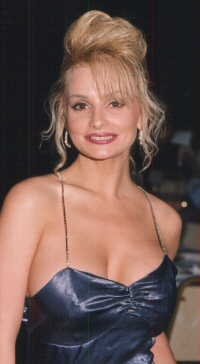
Rebecca Bardoux bei den AVN Awards 1995

Rebecca Bardoux (* 18. August 1963 als Rebecca Paulson in Erie, Pennsylvania) ist eine US-amerikanische Pornodarstellerin.

## Leben
Rebecca Bardoux begann ihre Karriere 1992. Laut IAFD hat sie in 257 Filmen mitgespielt.
Sie ist Mitglied der AVN Hall of Fame und der XRCO Hall of Fame.

## Filmografie (Auswahl)
- 1993: Death Dancers
- 2003: The Violation of… Jessica Darlin
- 2010: Seasoned Players 14
- 2014: My Friend’s Hot Mom 42

## Auszeichnungen
- 2007: Aufnahme in die AVN Hall of Fame
- 2011: Aufnahme in die NightMoves Hall of Fame
- 2014: Aufnahme in die XRCO Hall of Fame